# Son et Lumière (Steven Stucky)
Pour les articles homonymes, voir Son et lumière.
Son et Lumière est un poème symphonique du compositeur américain Steven Stucky. C'est une commandé de l'Orchestre symphonique de Baltimore et l'œuvre est composée entre juin et décembre 1988, puis créée à Baltimore par l'orchestre sous la direction de David Zinman, le 18 mai 1989.

## Composition
Son et Lumière duré environ neuf minutes. Le titre est tiré de la forme de divertissement nocturne réalisée en tant qu'attraction touristique. Dans les notes de programme de la partition, Stucky écrit que la pièce est « destinée à un orchestre dont le sujet est le jeu des couleurs, des surfaces brillantes et des textures chatoyantes ». Stucky qui commente plus avant sur le style de l'œuvre, écrit également :

« J'ai essayé dans cette musique de retrouver l'élan et l'immédiateté du mètre régulier et ce que les rythmes répétitifs permettent — le genre de chose interdite pendant le régime moderniste, mais restauré plus tard dans le « minimalisme » et les œuvres de compositeurs tels que John Adams, Steve Reich et bien d'autres. Tout au long de ses neuf minutes, la pièce est construite presque exclusivement par une courte figure d'ostinato — ma tentative, je suppose, pour atteindre la vitalité rythmique du minimalisme, mais sans céder à la simplicité du langage harmonique qui parfois l'accompagne. »

La structure de la pièce suit à peu près la forme sonate principalement utilisée dans la période classique de la musique classique

## Orchestration
L'orchestre est composé de : piccolo, 2 flûtes (2e = alto et piccolo), 3 hautbois (3e = cor anglais), 3 clarinettes (3e = clarinette en mi-bémol), clarinette basse, 2 bassons, contrebasson, 4 cors, 4 trompettes, 3 trombones, tuba, timbale, percussions, harpe, piano (= célesta) et cordes.

## Réception
Après la création à Los Angeles de Son et Lumière avec l'Orchestre philharmonique de Los Angeles dirigé par André Previn, Daniel Cariaga du Los Angeles Times écrivait : « Cette toile musicale colorée produit des sons fascinants et exotiques et surtout ces sonorités dans des combinaisons imaginatives. C'est assez attrayant, toujours engageant. Écrit l'année dernière pour le Baltimore Symphony, ce bref poème symphonique — sur les couleurs, pas les émotions — doit atteindre et divertir les auditeurs. C'est certainement ce qui semblait mercredi soir au Music Center ». Allan Kozinn dans The New York Times, fait également l'éloge de la pièce en écrivant : « en seulement neuf minutes, [il] extrait de manière extensive les ressources de l'orchestre, en particulier les cuivres et les percussions (bien que les cordes et les bois se produisent à la fin de la pièce). Les ostinatos minimalistes propulsent la pièce, mais M. Stucky fait tant de choses, tant en couches et généralement à des tempos contrastés, que son utilisation de la répétition semble être une préoccupation secondaire ». Le critique musical, Peter Burwasser qualifie l'œuvre de « lumineuse » et « propulsive » et écrit : « Stucky a une sensation gauloise, presque palpable pour le caractère sonore de la musique, même au détriment de la forme narrative ».

## Enregistrement
- Albany Symphony Orchestra, dir. David Alan Miller (11 mars 2001, SACD Albany Records TROY 605) (OCLC 977136918)